# Croce di Ughetto
La croce di Ughetto è una croce astile in argento, dorata, realizzata dagli orafi Ughetto Lorenzoni di Vertova e Michele Silli nel 1386 per l'antica chiesa di Sant'Alessandro in Colonna, posta nella teca centrale della sezione oreficeria del museo della cattedrale di Sant'Alessandro, e prende il nome dal suo menzionato realizzatore.

## Storia
La croce fu commissionata dal capitolo della chiesa di Sant'Alessandro in Colonna su disegno di Pecino da Nova a Ughetto Lorenzoni da Vertova e Michele "de Silli" da Piacenza entrambi orafi nel 1386. La croce aveva sulla sua parte centrale la raffigurazione di sant'Alessandro a cavallo con la città orobica sullo sfondo. la raffigurazione del santo a cavallo è una delle più antiche rappresentazioni del santo Era probabilmente l'oggetto liturgico più prezioso della basilica, serviva infatti a conservare nel suo interno, trentaquattro reliquie. 
Nel 1561 la chiesa di Sant'Alessandro fu però distrutta per la costruzione della mura veneziane e di porta Sant'Alessandro e la croce, con altri paramenti e reliquie con una processione solenne, fu collocata nella chiesa di San Vincenzo. Nel 1616 il capitolo della chiesa alessandrina si riunì con quello dell'antica chiesa di san Vincenzo, grazie al vescovo Giovanni Emo. La croce, e tutti i beni, divenne quindi di proprietà del nuovo capitolo. La riunione dei due capitoli non fu sicuramente una cosa facile, e la croce, diventando il simbolo di questa unione fu restaurata dall'orafo Carlo de' Giuli che sostituì il Cristo crocefisso precedente, con quello proveniente da una croce del Capitolo di San Vincenzo, furono modificate anche le formelle e sant'Alessandro venne posto a tergo. Fu quindi aggiunto il tempietto con la raffigurazione dei santi della città. L'oggetto liturgico, in questo modo, rappresentò l'unione dei due capitoli.
Con l'occupazione francese del 1797 e le conseguenti spoliazioni degli istituti religioni, alcune parti della croce sparirono tra i quali i tre santi nel nodo a tempietto e le formelle dei quattro evangelisti che furono rimpiazzate nel XIX secolo con angeli che con il restauro eseguito per la ricollocazione del museo nel XXI secolo furono definitivamente eliminati.
La croce viene esposta sull'altare del duomo ogni 26 agosto in occasione della festa patronale.

## Descrizione
In origine la croce aveva una impugnatura molto corta e doveva essere portata a mano. Solo in un secondo tempo il braccio venne allungato per poter essere issato su di un'asta, facendo di questa manufatto una croce astile.
La croce in lamina d'argento e argento dorato, lavorato a sbalzo, dalla tradizionale forma circolare gotica con quattro lobi lavorati con inserimenti di cuspidi decorate, è lavorata su entrambi i lati e termina con l'innesto circolare necessario per essere issata sull'asta processuale. L'argento della scultura è fuso su di una armatura lignea. Il peso dell'argento è di 244,5 oncie
La forma della croce si presenta nella tipica tipologia gotica con terminazioni quadrilobate sul cui profilo esterno sono inserite delle piccole cuspidi decorative, terminanti con il giglio probabile riferimento al giglio attributo di sant'Alessandro. Sul recto della croce compare centrale il Cristo patien (il Cristo sofferente sulla croce), mentre nelle formelle sulle terminazioni vi sono rappresentati i santi Santa Grata con la testa di Sant'Alessandro, ai lati un angelo e la Madonna, in basso san Giovanni Evangelista. A verso posto al centro Sant'Alessandro a cavallo vestito da cavaliere medioevale con la città orobica ai suoi piedi e i simbolo del giglio, mentre le formelle le raffigurazioni dei santi Procolo, Fermo e Rustico e Carlo. Le formelle terminanti con i simboli dei quattro evangelisti, sono andate perdute a causa delle requisizioni napoleoniche venendo poi sostituite nel 1854 con le immagini di quattro angeli in rame dorato. Il tabernacoletto a forma di tempietto posto alla base della croce, presenta sei nicchie con i santi della città, che erano inizialmente i santi Narno, Viatore, Giacomo, Giovanni, Proiettizio ed Esteria, tre dei quali sono perduti.